# Papamosques negre meridional
El papamosques negre meridional (Melaenornis pammelaina) és una espècie d'ocell de la família dels muscicàpids (Muscicapidae), pròpia de l'Àfrica austral i oriental. El seu estat de conservació es considera de risc mínim.